# Mastigolejeunea auriculata
Mastigolejeunea auriculata är en bladmossart som först beskrevs av William M. Wilson, och fick sitt nu gällande namn av Victor Félix Schiffner. Mastigolejeunea auriculata ingår i släktet Mastigolejeunea och familjen Lejeuneaceae. Inga underarter finns listade i Catalogue of Life.